# Volvo S90
Volvo S90 — автомобіль бізнес-класу виробництва компанії Volvo.

## Огляд

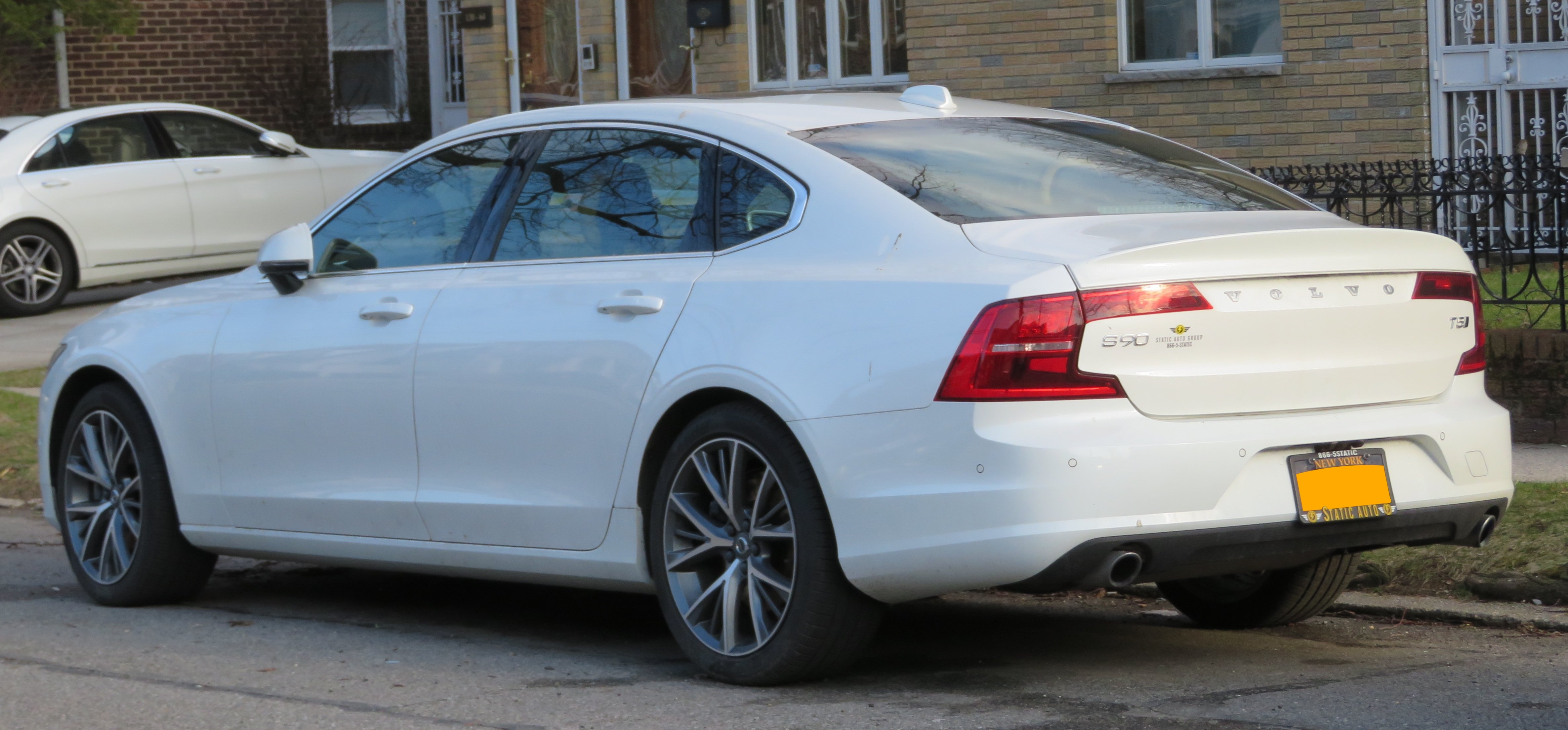
Volvo S90 II (2016 - 2020)

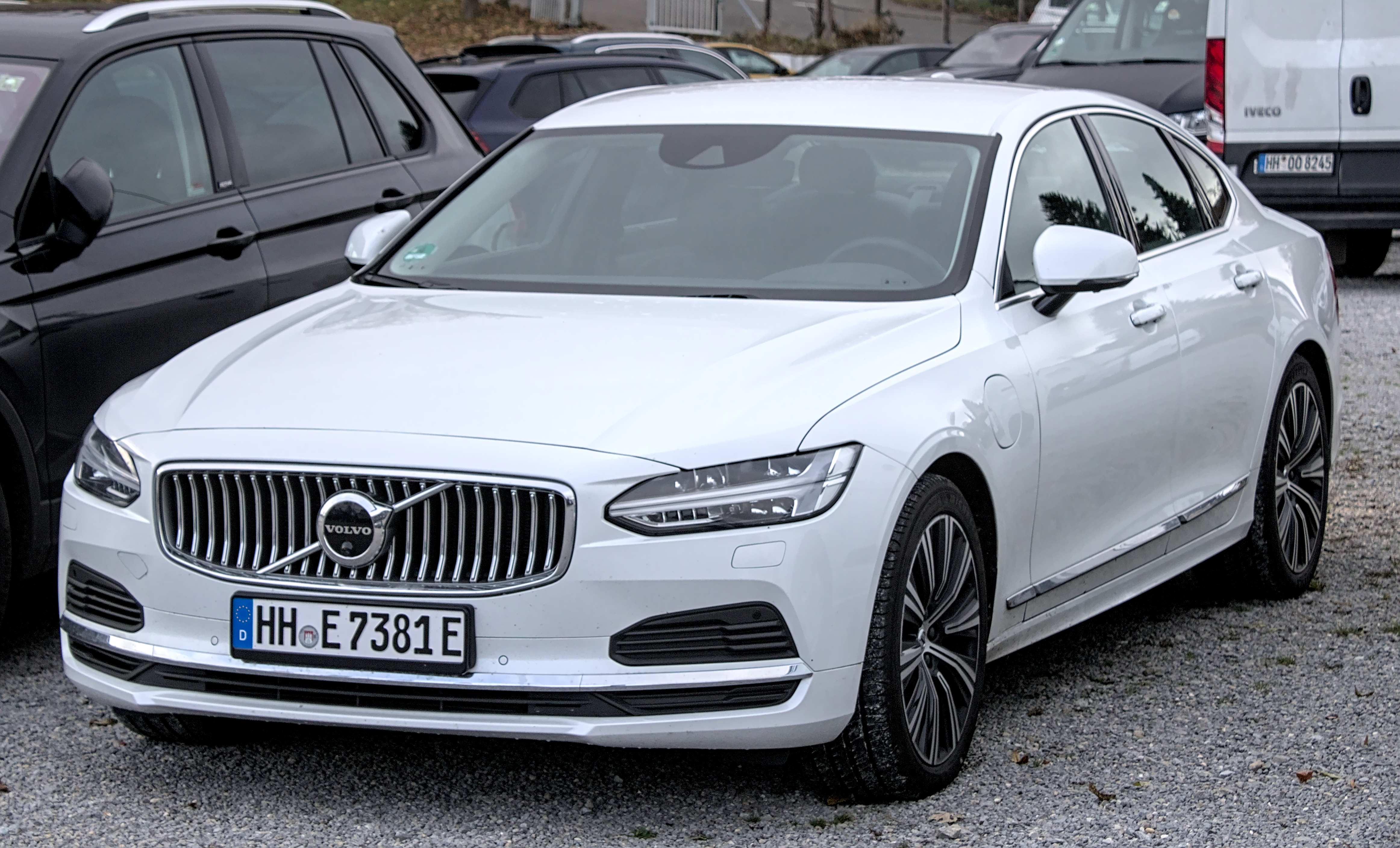
Volvo S90 II (2020―2025)

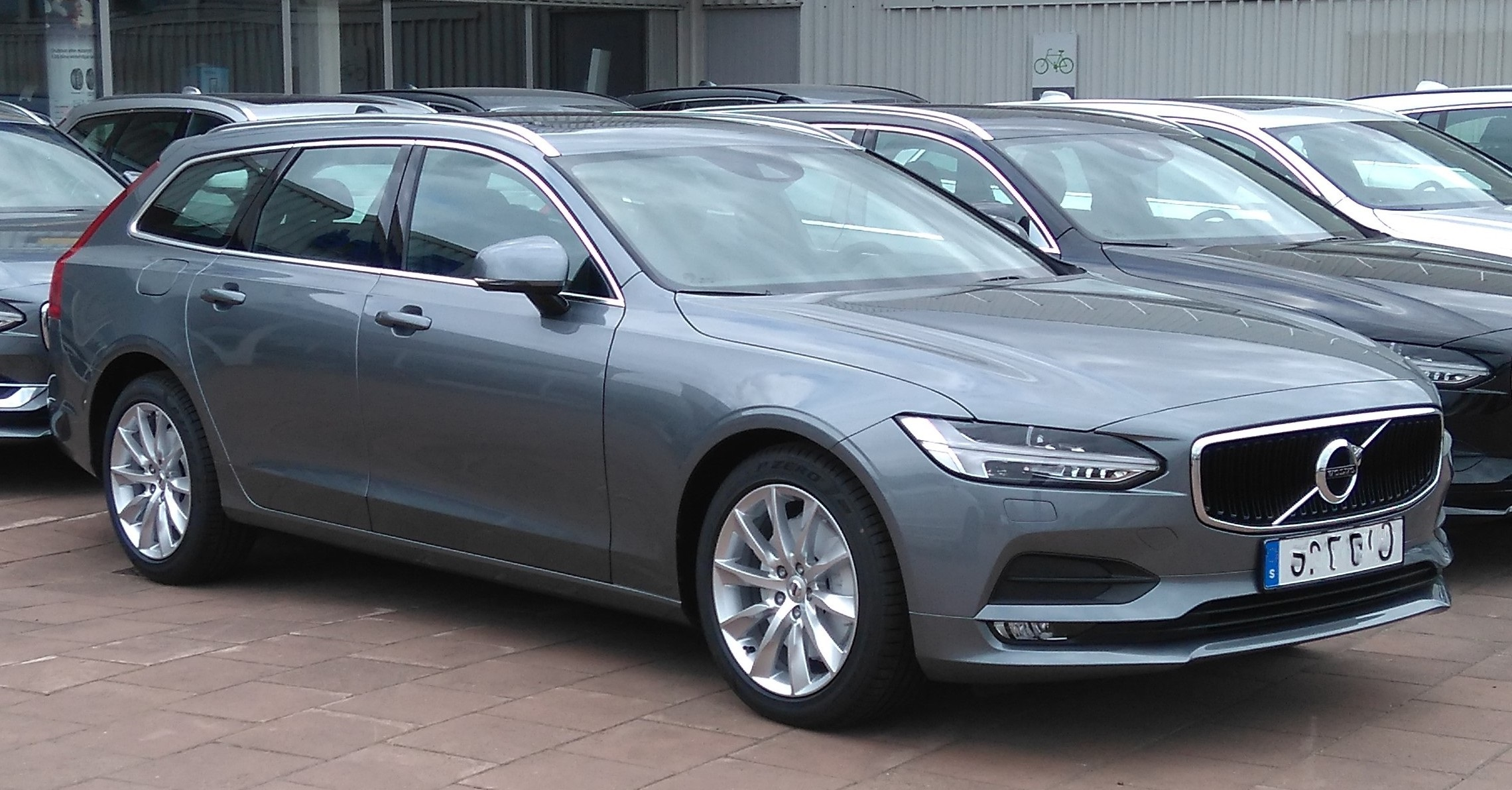
Volvo V90 II

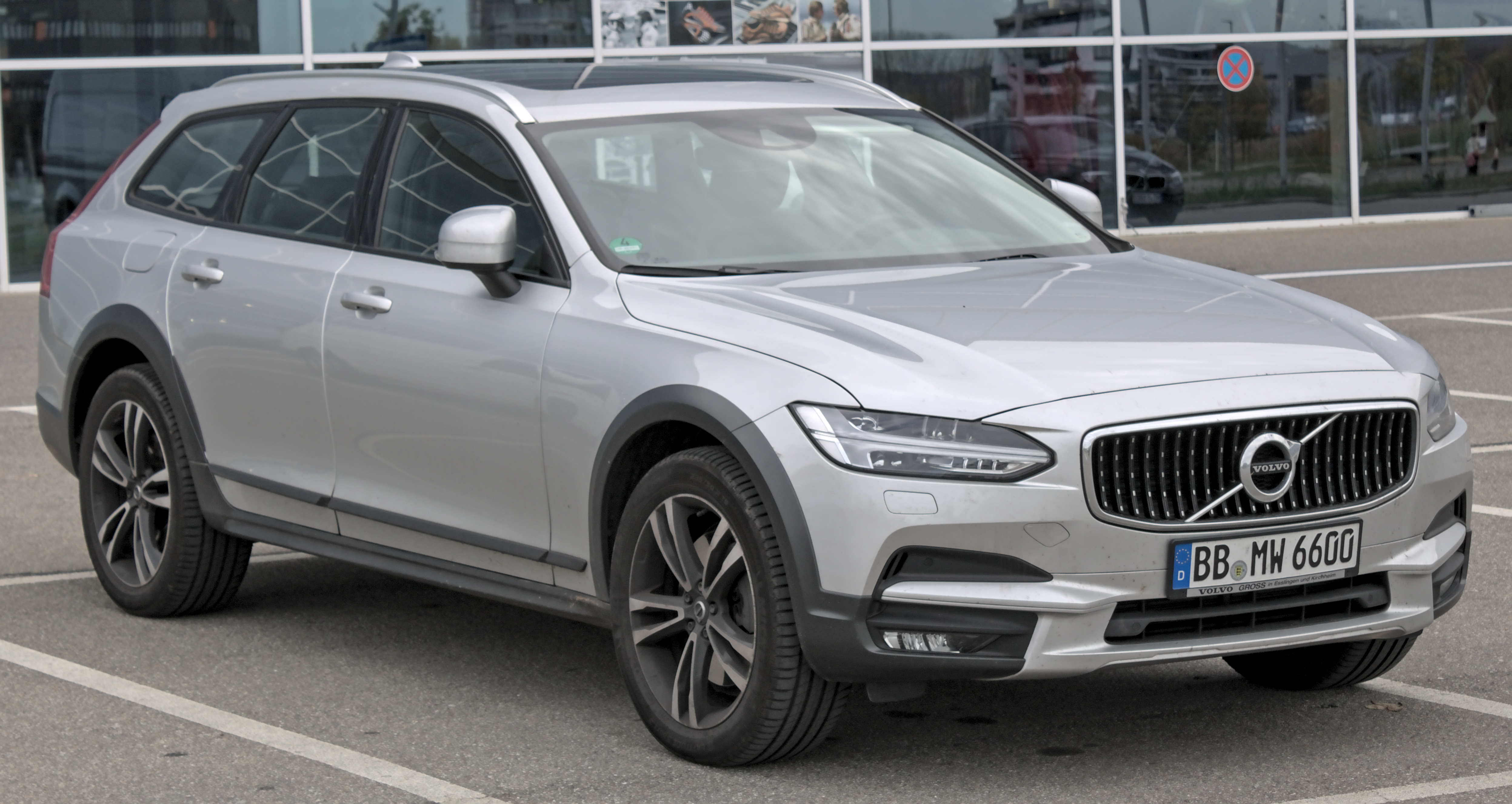
Volvo V90 CC

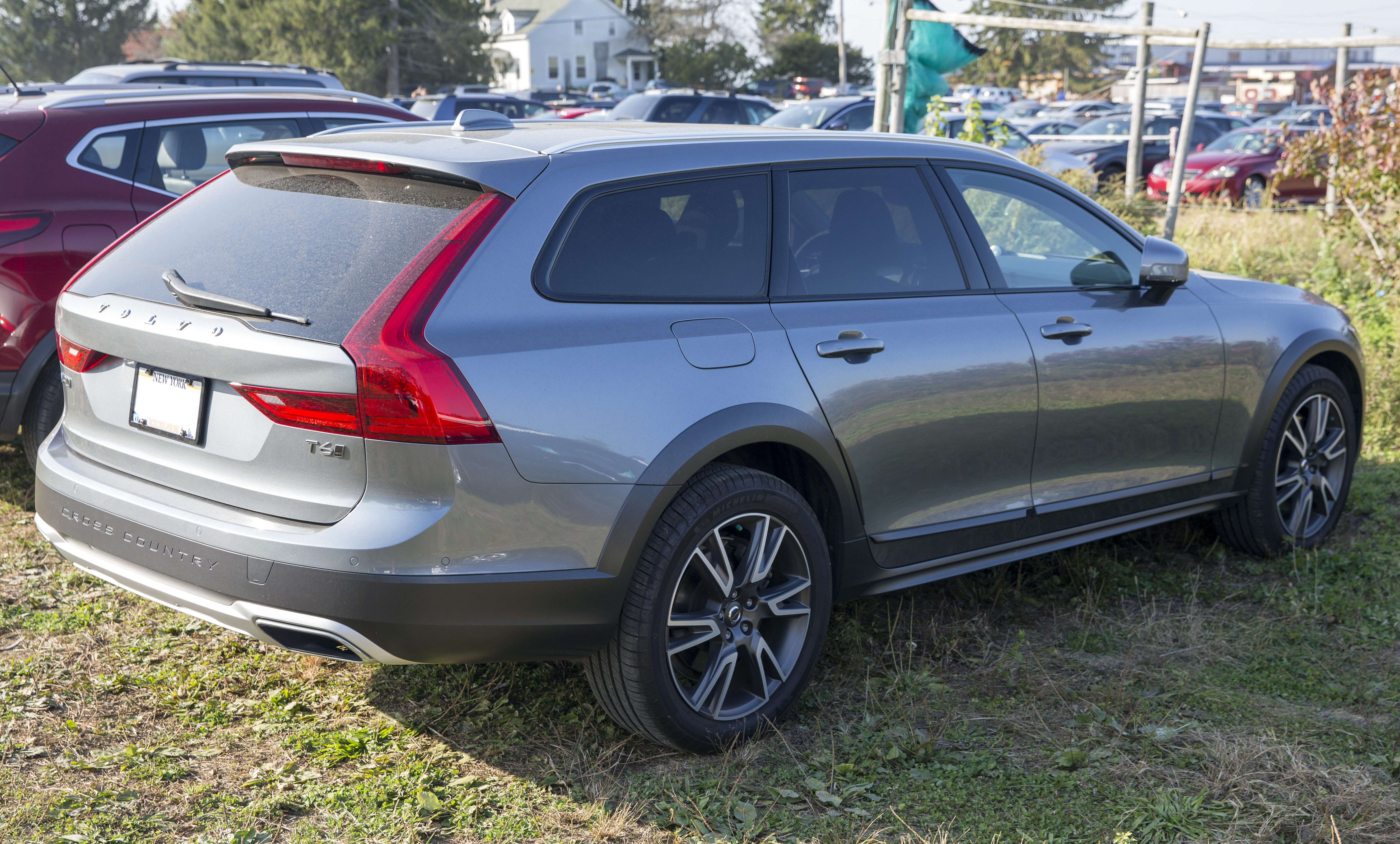
Volvo V90 CC

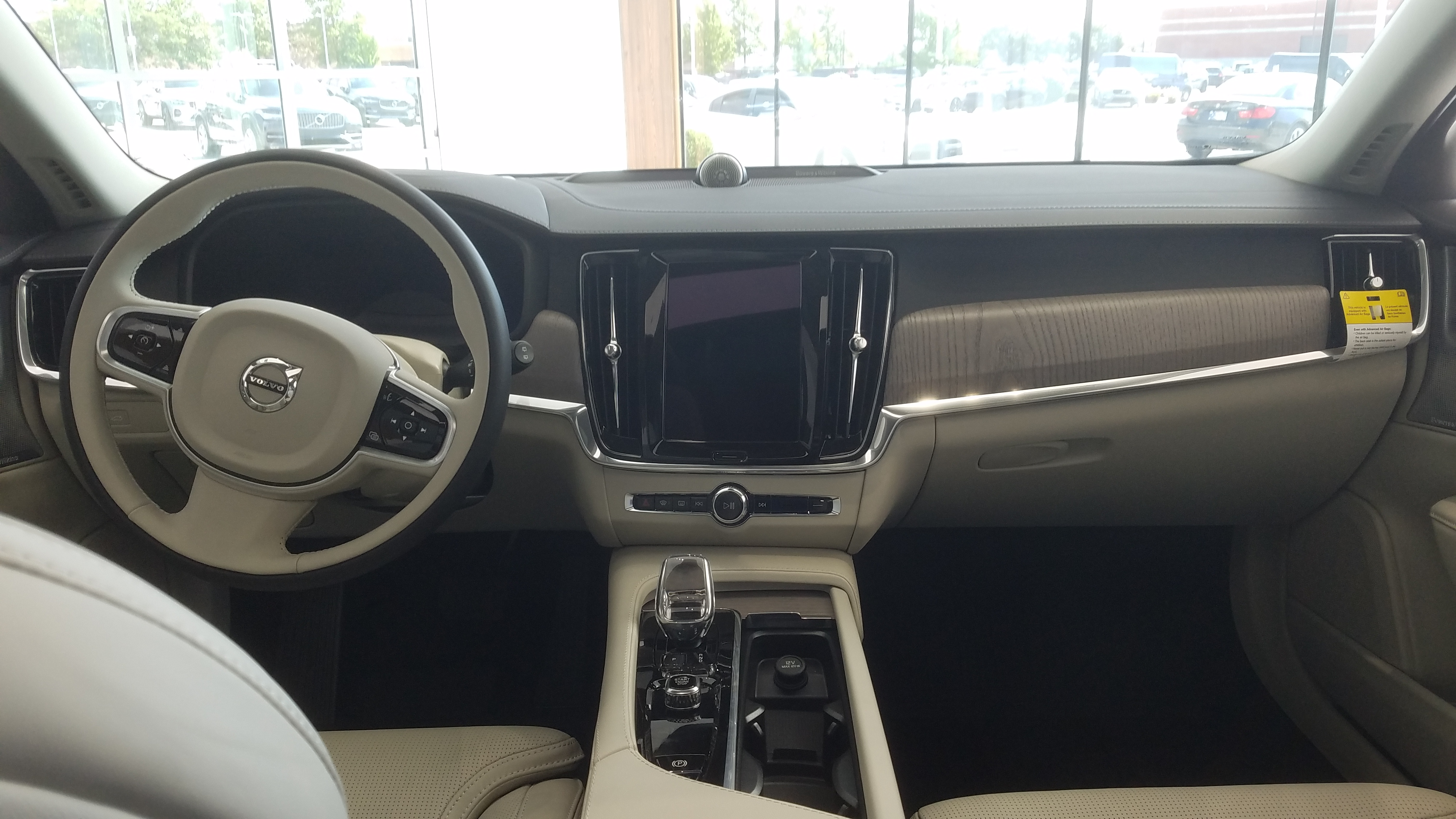
Салон

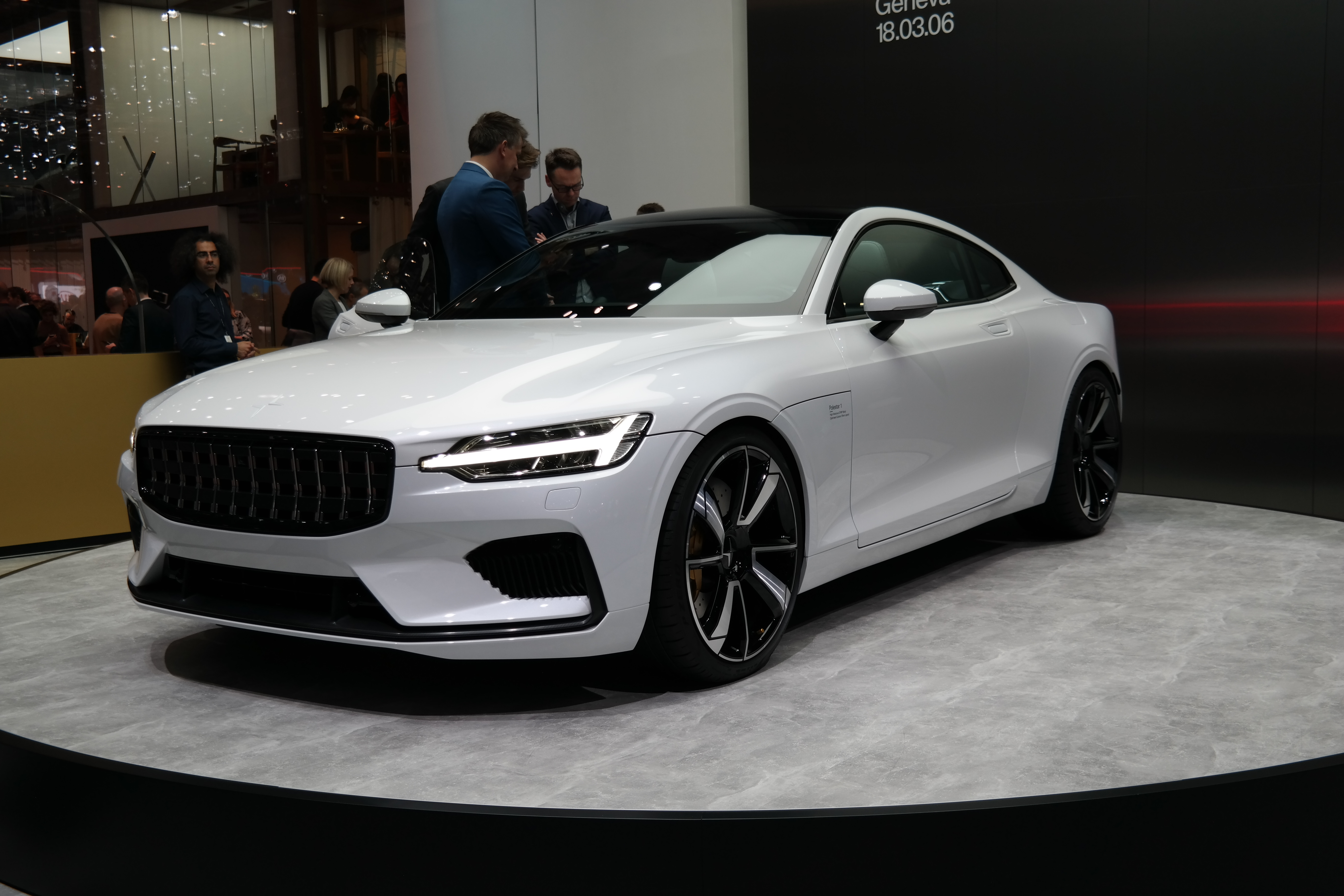
Polestar 1

Volvo S90 другого покоління в кузові седан з'явилося в січні 2016 року на автосалоні в Детройті. Автомобіль збудовано на платформі SPA (Scalable Product Architecture), та укомплектовано двигунами Drive-E. Крім звичайних модифікацій є і гібридна версія. Основними конкурентами S90 є BMW 5 Серії, Audi A6 і Jaguar XF.
Довжина автомобіля складає — 4963 мм, ширина — 1890 мм, висота — 1443 мм, колісна база — 2941 мм. Споряджена маса 1800—2150 кг. Кліренс — 152 мм. Коефіцієнт аеродинамічного опору — 0,28-0,29.
Volvo S90 відрізняється від більшості бізнес-седанів найбільш багатою базовою комплектацією, яка складається з різних електронних помічників та інноваційних систем, які включають в себе:
- -     - систему City Safety,
- систему Volvo on Call,
- систему Pilot Assist,
- систему запобігання з'їзду з дороги,
- адаптивний круїз-контроль,
- систему контролю смуги руху з протидіючим зусиллям на кермі,
- систему попередження про небезпеку зіткнення при русі вперед,
- задній паркувальний радар та ін.

Як опціональне обладнання виступає:
- 4-зонний клімат-контроль,
- вентильовані сидіння,
- крісла з функцією масажу,
- світлодіодні фари,
- подвійне скло спереду і ззаду.

S90 має декілька різних комплектацій, починаючи від Momentum і закінчуючи Inscription. У липні 2016 року стала доступна комплектація R-Design.
В 2020 році модель модернізували, змінивши зовнішній вигляд. Задні ліхтарі тепер мають послідовні світлодіодні індикатори, а варіанти Inscription мають хромоване оздоблення на передньому бампері.
У 2021 році стандартну комплектацію моделі Volvo S90 поповнили адаптивні фари та бездротова зарядка для гаджетів. Версія плагін-гібрида перейменована в Recharge.  
В 2022 модельному році Volvo S90 отримав оновлену інформаційно-розважальну систему на базі Google. Мультимедіа S90 підтримує Apple CarPlay та оновлюється бездротовим способом.  
Багажник Volvo S90 Recharge розрахований на 383 л.  

### Volvo V90
У Volvo S90 є версія універсал: Volvo V90, теж збудована на платформі SPA. У універсала такі ж двигуни, як в седана. V90 представлений на автосалоні в Женеві в березні 2016 року.

### Volvo V90 Cross Country
На автосалоні в Парижі 2016 року представлено кросовер Volvo V90 Cross Country. У лютому 2017 році V90 CC надійшов у продаж. Volvo V90 Cross Country 2021 має дорожній просвіт 210 мм та спеціальний режим для поїздок бездоріжжям.

### Volvo S90L
Volvo S90 буде мати версію з подовженою на 12 см колісною базою. Вона буде називатися S90L.

### Volvo C90
S90 отримала версію купе, яка представлена в 2018 році під назвою Polestar 1. Купе засноване на концепті 2013 року Volvo Coupe Concept.

### Двигуни
| Модифікація:           | Код двигуна: | к.с./Нм: | см3:    | Циліндри: | Трансмісія: | Привід:  | CO2, г/км.: | Витрата палива на 100 км.: | Виробляється з: |
| Бензин:                | Бензин:      | Бензин:  | Бензин: | Бензин:   | Бензин:     | Бензин:  | Бензин:     | Бензин:                    | Бензин:         |
| ---------------------- | ------------ | -------- | ------- | --------- | ----------- | -------- | ----------- | -------------------------- | --------------- |
| T5 Drive-E Turbo       | B4204T23     | 254/350  | 1969    | 4         | АКПП, 8     | Повний   | 149         | 6.5                        | червень 2016    |
| T6 Drive-E Turbo       | B4204T27     | 320/400  | 1969    | 4         | АКПП, 8     | Повний   | 165         | 7.2                        | червень 2016    |
| Гібрид:                |              |          |         |           |             |          |             |                            |                 |
| T8 Twin Engine Drive-E | B4204T35     | 376/630  | 1969    | 4         | АКПП, 8     | Повний   | 44          | 1.9                        | червень 2016    |
| Дизель:                |              |          |         |           |             |          |             |                            |                 |
| D3 Drive-E             | D4204T9      | 150/320  | 1969    | 4         | МКПП, 6     | Передній | 115         | 4.4                        | листопад 2016   |
| D4 Drive-E             | D4204T14     | 190/400  | 1969    | 4         | МКПП, 6     | Передній | 116         | 4.4                        | червень 2016    |
| D5 Drive-E             | D4204T23     | 190/480  | 1969    | 4         | АКПП, 8     | Повний   | 127         | 4.8                        | червень 2016    |